# Kenji Maruyama (Judoka)
Kenji Maruyama (jap. 丸山顕志, Maruyama Kenji, * 21. August 1965 in der Präfektur Nagasaki) ist ein ehemaliger japanischer Judoka. 1991 siegte er bei den Asienmeisterschaften.

## Karriere
Der 1,69 m große Kenji Maruyama kämpfte im Halbleichtgewicht, der Gewichtsklasse bis 65 Kilogramm. 1986, 1987 und 1989 war er Dritter beim Kodokan Cup, 1990 belegte er den zweiten Platz. 1991 gewann er dieses nur für Japaner offene Turnier. Bei den Asienmeisterschaften 1991 in Osaka siegte er im Finale über den Chinesen Han.
Ende Januar 1992 gewann Kenji Maruyama mit einem Finalsieg über den Ungarn József Csák das Tournoi de Paris. Zwei Wochen danach gewann er auch das Weltcup-Turnier in Sofia, diesmal bezwang er im Finale den Ungarn Miklós Illyés. Mit einem Sieg beim Kodokan Cup im April 1992 qualifizierte sich Kenji Maruyama für die Olympischen Spiele in Barcelona. Dort bezwang er in seinen ersten beiden Kämpfen den Franzosen Benoît Campargue und Jimmy Pedro aus den Vereinigten Staaten, im Viertelfinale unterlag Maruyama dem Kubaner Israel Hernández. In der Hoffnungsrunde besiegte er den Rumänen Danut Pop und verlor dann gegen den Belgier Philip Laats. In der Gesamtwertung belegte Maruyama den siebten Platz. Ende 1992 siegte Kenji Maruyama noch beim Jigoro Kano Cup, wobei er im Finale seinen Landsmann Masahiko Ōkuma bezwang. Im April 1993 unterlag er Ōkuma im Finale des Kodokan Cup. Danach endete Maruyamas aktive sportliche Laufbahn.